# Semiaphis coryspermi
Semiaphis coryspermi är en insektsart. Semiaphis coryspermi ingår i släktet Semiaphis och familjen långrörsbladlöss. Inga underarter finns listade i Catalogue of Life.